# Trận Stallupönen
Trận Stallupönen là một trận đánh ở Trung Âu trên Mặt trận phía Đông, trong cuộc Chiến tranh thế giới thứ nhất, đồng thời là trận đánh lớn đầu tiên giữa quân đội Đế quốc Nga và Đế quốc Đức tại vùng Đông Phổ. Trong trận đánh này, Quân đoàn I thuộc Tập đoàn quân số 8 của Đế quốc Đức do tướng Hermann von François chỉ huy đã tiến công các đơn vị tiên phong của Tập đoàn quân số 1 của Đế quốc Nga do tướng Paul von Rennenkampf chỉ huy, và giành thắng lợi chiến thuật nhỏ, bất chấp lợi thế của quân Nga về quân số. Trận chiến này đã phá vỡ chiến lược ban đầu của quân đội Đức và mở đường cho đại thắng của họ trong trận Tannenberg.
Khi quân Nga của Rennenkampf tiến vào Đông Phổ, tướng François đã không tuân theo thượng lệnh của Maximilian von Prittwitz - Tư lệnh Tập đoàn quân số 8 - là triệt thoái về Gumbinnen để cố thủ. François đã phát động cuộc tiến công mạnh mẽ vào ba quân đoàn Nga, bắt được 3.000 tù binh. Quân Nga bị đẩy lùi về biên giới trong hỗn loạn. Giao chiến tiếp diễn 											 và tuy François cuối cùng đã rút quân về Gumbinnen theo lệnh của Prittwitz, trận đánh tại Stallupönen đã khiến cho Rennenkampf càng thêm cẩn trọng. Không lâu sau, thắng lợi của François trong trận này đã khuyến khích Prittwitz tấn công Tập đoàn quân số 1 của Nga trong trận Gumbinnen lớn hơn nhiều.